# Coming Home (альбом)
Coming Home (с англ. — «Возвращение домой») — седьмой студийный альбом российского музыкального дуэта Ic3peak, выпущенный 31 января 2025 года на лейбле DNK Music.
Всего в пластинку включено 12 композиций общей длительностью более 32 минут. Гостевые появления других артистов отсутствуют. В поддержку альбома двумя неделями ранее дуэт представил сингл «Господи, прости меня». На весну-осень 2025 запланирован концертный тур в поддержку релиза по Европе и Северной Америке.

## Содержание

### Композиции

#### «Господи, прости меня»
Первая песня в составе альбома и единственный его сингл. Релиз состоялся 17 января. Как объясняет Анастасия Креслина, это музыкальное произведение глубоко личное и связано с её детством, прошедшим в православной культуре. Работа, по её словам, — метафорическое обращение к Богу, продиктованное отчаянием и поиском любви в ситуации, когда всё вокруг кажется непонятным и холодным. В ней переплетаются мольба и упрёки, напоминающие тщетные попытки получить внимание от фигуры, которая проявляет что в твою сторону, что в сторону всех окружающих исключительно безразличие. Помимо того, Креслина акцентирует особое внимание на возможности разных интерпретаций со стороны слушателей, подчёркивая, что каждый может услышать и додумать в этом что-то своё — от просьб и молений к Господу до нападок в его сторону. «Как только ты выпускаешь песню в мир, она перестает принадлежать тебе. Слушатель становится соавтором», — говорит Анастасия.

#### «Время умирать»
По словам музыковеда Анны Виленской, в песне «Время умирать» дуэт Ic3peak обращается к теме войны без прикрас и лишних экивоков, смешивая общественно-политический контекст с личными, трагическими переживаниями. Её коллега Максим Заговор отмечает, что для группы, с середины 2010-х годов исследовавшей и в определенной степени эстетизировавшей тему смерти в своем творчестве, столкновение с реальной угрозой гибели на фоне начала войны пришлось в новинку. Несмотря на это, Ic3peak не уходит от сложившейся традиции обращения к теме смерти, а, напротив, говорит о ней ещё более пронзительно. Анна обращает внимание на мотив «последнего танца», который встречается и у других современных исполнителей. В обзоре уделено внимание и необычному звучанию песни, создаваемому многослойной обработкой звука, обилием реверберации и нежным вокалом. Вдобавок, рецензенты отмечают, что получившееся музыкальное пространство вместе с атмосферой песни очень точно соответствуют обложке альбома.

#### «Зелёная трава и голубое небо
Песня отличается необычной структурой и многослойным звучанием. Вступительный, почти пугающий, звук, напоминающий тембр аналоговых синтезаторов вроде Prophet-5, позже возвращается в качестве фона для вокала, создавая эффект нагнетания тревоги. Ритмическая сетка песни отсылает к советской эстрадной музыке, а использование характерного минорного аккорда, популярного в советских песнях и мультфильмах, добавляет треку ностальгическую ноту.

#### «It will be fine tomorrow»
Завершающая альбом «Coming Home» песня «It will be fine tomorrow» стилистически напоминает фанк 70-х. Несмотря на электронную природу музыки Ic3peak, этот трек построен на сочетании живых инструментов – вокала, гитары, тамбурина – и наивного синтезаторного арпеджио, создавая впечатление акустического звучания. Анна Виленская отмечает, что песня усиливает общее эмоциональное воздействие альбома, служа эффектным и уместным завершением всей пластинки. 

## Отзывы
Рецензент The New York Times Алекс Маршалл, в своем обзоре альбома Ic3peak Coming Home, выпущенного 31 января 2025 года, описывает его как неожиданное и значительное изменение творческого пути группы. Маршалл отмечает резкий контраст с предыдущим альбомом Kiss of Death, который, по его словам, был наполнен характеристиками, превратившими Ic3peak в «страшилку» в России: смертоносными текстами, антигосударственной риторикой и «леденящими кровь криками». В противовес этому, Coming Home предстаёт как альбом с кардинально измененной атмосферой. Грубые электронные и хэви-метал звуки практически исчезли, уступив место мелодичному инди-року, на фоне которого вокалистка Настя Креслина использует нежный вокал, воркуя и шепча.
В своём обзоре Маршалл также подчеркивает важность Ic3peak как одной из первых российских творческих групп, открыто затронувших тему государственных репрессий в своём творчестве. Однако, по словам рецензента, в Coming Home прямая политическая лирика по сути отсутствует. Вместо этого, политические темы присутствуют лишь в виде тонких аллюзий на войну в Украине и опыт эмиграции. В качестве примера Алекс Маршалл приводит песню «Где мой дом?», в которой Креслина, по её словам, выступает от лица солдата, вернувшегося с войны и обнаружившего изменившуюся родину («Там мой дом / Но где мой дом?»).
В целом, в обзоре Алекса Маршалла, рецензент представляет Coming Home как заметную эволюцию Ic3peak. Алекс отмечает, что дуэт проделал путь от агрессивного протестного звучания к более интимному и задумчивому самовыражению.

## Список композиций
| №                   | Название                       | Длительность |
| ------------------- | ------------------------------ | ------------ |
| 1.                  | «Господи, прости меня»         | 3:42         |
| 2.                  | «Где мой дом?»                 | 2:46         |
| 3.                  | «Never d1e»                    | 2:15         |
| 4.                  | «I'm hope you're okay»         | 2:20         |
| 5.                  | «Like moon, like sun»          | 3:05         |
| 6.                  | «I'm such a loser»             | 2:47         |
| 7.                  | «Время умирать»                | 3:18         |
| 8.                  | «You're gone but I'm alive»    | 3:54         |
| 9.                  | «Зелёная трава и голубое небо» | 2:01         |
| 10.                 | «Frog in love»                 | 1:56         |
| 11.                 | «Loverboy»                     | 2:24         |
| 12.                 | «It will be fine tomorrow»     | 1:32         |
| Общая длительность: | Общая длительность:            | 32:10        |

## Чарты
| Чарты (2025)             | Высшая позиция |
| ------------------------ | -------------- |
| Россия (Apple Music)     | 4              |
| Эстония (Apple Music)    | 8              |
| Латвия (Appe Music)      | 9              |
| Сербия (Apple Music)     | 12             |
| Казахстан (Apple Music)  | 12             |
| Армения (Apple Music)    | 13             |
| Кыргызстан (Apple Music) | 20             |
| Украина (Apple Music)    | 35             |
| Беларусь (Apple Music)   | 45             |
| Турция (Apple Music)     | 48             |
| Кипр (Apple Music)       | 56             |
| Литва (Apple Music)      | 58             |
| Молдова (Apple Music)    | 94             |
| Польша (Apple Music)     | 140            |
| Германия (iTunes)        | 190            |